# 4 Axid Butchers
I 4 Axid Butchers sono un gruppo musicale alternative rock di Brescia formatosi nel 2004.

## Inizi e primo album
Iniziano a suonare in 4 un misto di punk e reggae nei locali Bresciani e dopo un solo anno e un buon numero di concerti pubblicano Freaky Dance nel 2005.
Subito dopo la registrazione decidono di aggiungere un quinto elemento alla band.
Ad aprile dello stesso anno partono per un tour in Germania, Francia e Slovenia, che anticiperà l´uscita del primo disco EmpTVision (Quicksand records/Venus), prodotto da Marco Caldera.
Le performance della band si fanno notare per la presenza di un folto gruppo di fan che spesso si spoglia durante i concerti, creando problemi con gestori dei club e forze dell'ordine.
Nel 2006 firmano un contratto con l´agenzia di booking Roadshock con sedi a Berlino, Johannesburg e Lubliana entrando nel rooster con altre tre band italiane, The Fire, La Crisi e Banda Bassotti.

## Live
Nel 2007 partecipano al Popkomm e dopo essere stati in tour in Germania con la band Bresciana The Lords of Innerspace (ex Punto G), partono per un tour di 12 date in Sudafrica con la band Slovena Backstage e con cui suoneranno al festival Woodstock 9 di Harrismith.
Nel gennaio 2008 fanno parte con L'Invasione degli Omini Verdi e Pig Tails dell´Italian Punk Shock tour esibendosi per la prima volta con soli tre membri originali della band più il chitarrista francese Geoffrey Vasseur (regatta69, The Essentials, Brass, Wood & Wires) e ad aprile pubblicano con l'etichetta Camuna Rumore Bianco/incisioni rupestri, uno split album con The Lords Of Innerspace, prodotto dal compositore contemporaneo Piero Villa.
Il disco riceve buone recensioni e anticipa un tour europeo delle due band, che arriva come main act al Channel Zero di Lubiana, in un festival che prevede la sera precedente gli shellac e quella successiva Dub Trio.

## DIY
Nell´estate 2008 registrano allo Studio Erde di Berlino all´interno dell´Orwohaus, il più grosso centro musicale indipendente d´Europa, il secondo album prodotto da Tobias Nöthen, Johannes Göppelt e Geoffrey Vasseur.
L´incontro con i tre produttori svolta il suono della band verso ritmi più dub e funky.
L´album 4 Axid Butchers viene stampato in confezione DVD con una grafica 3D e ogni copia contiene i classici occhiali colorati.
Nel 2012 fondano l'etichetta G-04 records con altri artisti e pubblicano il nuovo album Villa Gasulí.

## Collaborazioni
- I 4 Axid Butchers hanno partecipato con una canzone al disco degli Italian Farmer riarrangiando il pezzo Pà e ignoransa.
- il 10 ottobre 2011 suonano al Vinile 45 di Brescia e terminano il concerto con la hit 24 Hour Party People degli Happy Mondays invitando sul palco a cantare l´ex ballerino della band di Manchester Bez Berry, ospite del club Bresciano come Dj.

## Componenti
- Alfredo Andreoletti, voce, batteria, chitarra, percussioni
- Antonio Comini, basso, voce
- Michele Gibertoni, chitarra, voce, percussioni
- Alessandro Lonati, Percussioni, batteria, voce
- Paolo Tregambe, organo, tromba

## Discografia
- 2005 Freaky Dance (demo)
- 2007 EmpTVsion (Quicksand records)
- 2007 Somewhere live (Bootleg/Kinzig records)
- 2008 Split (Rumore Bianco/Incisioni Rupestri)
- 2009 4 Axid Butchers (autoproduzione)
- 2012 Villa Gasulí (G-04 records)